# 生化危機2
《生化危機2》是1998年由卡普空開發及發行的PlayStation的遊戲，其後在任天堂64、DreamCast、任天堂GameCube及Windows上都有發行。中国大陆由育碧上海代理发行PC中文版；台灣由第三波資訊代理發售PC中文版。

## 遊戲玩法
故事採用雙主角的方式進行遊戲，分为里昂线和克蕾兒線。依照破关的先后顺序故事会有少许不同，但大体架构一样。由於表篇、裏篇的先後攻略順序不同會出現不同的劇情，且玩家在表篇中的決定也會影響裏篇的進程，讓玩家們有了想一窺故事全貌的動力，在當時是十分新鮮的設計。

## 故事大綱
1998年9月29日，新人警官里昂·史考特·甘乃迪（Leon Scott Kennedy）来到浣熊市警察局上任。但是，在进入市区以后却遭遇了被T病毒感染的僵尸。 同一时刻，S.T.A.R.S.队员克里斯·雷德菲爾（Chris Redfield）的妹妹克蕾兒·雷德菲爾（d），为了寻找失去音讯的哥哥也来到了浣熊市，并且也遭遇了殭屍，因此两人阴错阳差的相遇了。
相遇后，两人计划结伴去浣熊市警察局，但在路途中却遭遇了车祸，两人被爆炸的油罐车所引起的火灾分开了，因此两人隔著火海约定：各自找到去警察局的路，然后在那里碰头，于是，游戏的双剧情线由此展开。

### 登場人物
| 主角                               | 其他角色 |
| ---------------------------------- | --- |
| 克蕾兒·雷德菲爾 里昂·史考特·甘乃迪 | 艾達·王 雪莉·柏金 克里斯·雷德菲爾 William Birkin Annette Birkin Ben Bertolucci Brad Vickers Brian Irons Hunk Marvin Branagh Robert Kendo |

## 歷史
在《生化危機》發售後，由於大受歡迎，三上真司立即開始《生化危機2》的開發工作，並且定於1997年3月發售。同時卡普空表示《生化危機2》將會同時在Playstation及世嘉土星平台上開發。在1998年，最終版本的《生化危機2》在PlayStation平台上率先發售，取得空前的成功。但是《生化危機2》在世嘉土星上的開發工作被中止，暫定改為在世嘉的後繼機種之上發售。
卡普空曾經有意將《生化危機2》移植至Game Boy Advance和任天堂DS平台，但在一些DEMO影片流出之後就再也沒有消息。在Game Boy Advance平台中，因為不明原因停止開發。而任天堂DS平台中，因為《惡靈古堡》NDS版（Biohazard : Deadly Silence）的銷售量欠佳而取消移植，因此移植《惡靈古堡2》及一系列的生化危機作品任天堂DS版的計畫就此消失。

## 开发

### 生化危機1.5
《生化危機2》原型，是《生化危機2》最早開發的版本，「生化危機1.5」是遊戲愛好者的叫法。因為《生化危机》的成功，随即密锣紧鼓地开发《生化危机2》，官方不时公开开发资料。但是在即將完成開發（传闻已达80%）的時候，三上真司認為這個版本的《生化危機2》與《生化危機》過分相似，决定推倒重來。后来因为《生化危機2》畅销的影響，「生化危機1.5」被重新发掘。直至2013年2月17日，由The Horror Is Alive網站的B.Zork公開於網路下載，之後亦有網友據此製作了相關MOD，然而存在了太多BUG，仍然是不能完成游戏全程，无开头也无结局。
人物除女主角被更換之外，大部分的人物都有所保留。官方在《生化危機 導演剪輯版》中將這個版本的遊戲影像公開。「生化危機1.5」已經完成了全部關卡的開發，網路已流出「生化危機1.5」的完整遊戲流程影像，此外還有部分圖片是整個遊戲中後期的截圖。官方工程版（最终演示版）已有聲效、背景音樂、人聲配音等，但沒有CG動畫。相比之下，丧尸能爬上高处而且形象更多，能以手榴弹作武器，不同于2代的怪物。
剧情为里昂与艾尔莎来到已经爆发病毒的浣熊市，拯救出许多生还者，包括2代出现的局长与艾達·王（里昂篇）、马田与雪莉（艾尔莎篇），最终魔王应该是威廉，通过2代的列车离开。不过故事似乎没有两位主角相遇的情节。

### 其他版本
《生化危機2》任天堂DS版是卡普空在任天堂DS上開發的遊戲。原本是計畫在任天堂DS上重製一系列的生化危機作品，後來因遊戲銷量不佳，於是推出《生化危機 DS》（Biohazard: Deadly Silence）之後，《生化危機2》任天堂DS版的計畫也就從此消失。
《生化危機2》Game Boy Advance版是卡普空在Game Boy Advance平台上開發的遊戲。原本有意要推出《生化危機2》的GBA版本，但後來因不明原因停止開發。
《生化危机2 重制版》是卡普空在2018年E3游戏展上正式公布的游戏。是本作的完全重制高清版本，采用《生化危机7》的RE引擎制作，并将增加繁简中文内容。游戏於2019年1月25日登陆PlayStion 4、Xbox One以及Windows平台。